# Сцена (газета, 1907)
«Сцена» — русская театральная газета, издававшаяся в Санкт-Петербурге в 1907-1909 годах. Выходила ежедневно, всего 120 номеров. Редактор В. А. Лебедев. Издатель Г. И. Зархи. Печаталась в «Типографии Г. И. Зархи».
В газете размещались программы театров и концертов, либретто.

## Описание
27 см, [12—16] с. Илл.
1907 № 1 (16-XII) — № 13 (31-XII)
1908 № 1-2 (1/2-I) — № 117 (23-XII)
1909 № 118 (21-XII) — № 120 (30-XII).
На колонтит.: Ежедневная газета «Сцена».
С 6-III по 19-X 1908 г. издание было приостановлено на основании Положения о чрезвычайной охране.